# Howell (Utah)
Howell – miasto w Stanach Zjednoczonych, w stanie Utah, w hrabstwie Box Elder.